# Eumeta strandi
Eumeta strandi is een vlinder uit de familie zakjesdragers (Psychidae). De wetenschappelijke naam van deze soort is voor het eerst geldig gepubliceerd in 1955 door Bourgogne.